# Дійсне значення
Умовно істинне значення (фізичної величини); дійсне істинне значення (фізичної величини) (англ. conventional true value (of a quantity)) — значення фізичної величини, знайдене експериментальним шляхом і настільки наближене до істинного значення, що його можна використати замість істинного для даної мети.
Рекомендації з міжнародної стандартизації РМГ 29-99 надають еквіваленте визначення дійсного значення фізичної величини.
Дійсне значення фізичної величини використовують замість істинного значення фізичної величини при розв'язані практичних задач, зокрема, при оцінюванні похибки вимірювання.